# Horní Vilémovice
Horní Vilémovice (in tedesco Ober Willimowitz) è un comune della Repubblica Ceca facente parte del distretto di Třebíč, nella regione di Vysočina.